# Aviva Centre
Aviva Centre, tên cũ là Rexall Centre, là một sân vận động quần vợt ở Toronto, Ontario. Sân vận động có sức chứa 12,500 người và là một trong những sân vận động quần vợt có sức chứa lớn nhất thế giới. Aviva Centre là một trong những địa điểm mà Giải quần vợt Canada Mở rộng (Rogers Cup), một giải đấu quần vợt chuyên nghiệp của ATP World Tour và WTA circuit. Aviva Centre cũng là nơi tổ chức nội dung Quần vợt tại Đại hội Thể thao Liên châu Mỹ 2015. Aviva Centre nằm trong khuôn viên của Đại học York, North York, Toronto.